# Архиепархия Камагуэя
Архиепархия Камагуэя (лат. Archidioecesis Camagueyensis) — архиепархия Римско-Католической церкви с центром в городе Камагуэй, Куба. В митрополию Камагуэя входят епархии Санта-Клары, Сьенфуэгоса, Сьего-де-Авилы. Кафедральным собором архиепархии Камагуэя является церковь Пресвятой Девы Марии Канделярии.

## История
10 декабря 1912 года Римский папа Пий X издал буллу «Quae catholicae religioni», которой учредил епархию Камагуэя, выделив её из архиепархии Сантьяго-де-Кубы. В этот же день епархия Камагуэя вошла митрополию Сантьяго-де-Кубы.
2 февраля 1996 года епархия Камагуэя передала часть своей территории для образования новой епархии Сьего-де-Авилы.
5 декабря 1998 года Римский папа Иоанн Павел II выпустил буллу «Maiori spirituali», которой возвёл епархию Камагуэя в ранг архиепархии.

## Ординарии архиепархии
- епископ Valentín (Manuel) Zubizarreta y Unamunsaga O.C.D. (25.05.1914 — 24.02.1922) — назначен епископом Сьенфуэгоса;
- епископ Enrique Pérez Serantes (24.02.1922 — 11.12.1948 — назначен архиепископом Сантьяго-де-Кубы);
- епископ Carlos Riu Anglés (11.12.1948 — 10.09.1964);
- архиепископ Adolfo Rodríguez Herrera (10.09.1964 — 10.06.2002);
- архиепископ Хуан де ла Каридад Гарсия Родригес (10.06.2002 — 26.04.2016 — назначен архиепископом Гаваны);
- архиепископ Wilfredo Pino Estévez (6.12.2016 — по настоящее время).

## Источник
- Annuario Pontificio, Libreria Editrice Vaticana, Città del Vaticano, 2003, ISBN 88-209-7422-3
- булла Maiori spirituali Архивная копия от 18 мая 2014 на Wayback Machine